# Erythronium elegans
Erythronium elegans är en liljeväxtart som beskrevs av P.C.Hammond och Kenton Lee Chambers. Erythronium elegans ingår i Hundtandsliljesläktet och i familjen liljeväxter. Inga underarter finns listade.